# ZeroAccess
ZeroAccess, conosciuto anche come max++ o sirefef, è un malware appartenente alla categoria dei trojan, che colpisce i computer che eseguono un sistema operativo su base Windows.
Viene utilizzato dagli attackers per scaricare altri malware che rendono il personal computer facente parte di una botnet, principalmente impiegata per il mining di criptovalute.

## Storia e propagazione
La botnet ZeroAccess è stata originariamente scoperta intorno a luglio 2011. Si è stimato che il rootkit responsabile per l'allargamento della botnet si sia diffuso in più di 9 milioni di sistemi. La sua dimensione varia a seconda delle fonti; il venditore dell'antivirus Sophos la stimò a circa un milione di macchine attive infette verso la fine del 2012.